# Salomonssiegel-Blattwespe
Die Salomonssiegel-Blattwespe (Phymatocera aterrima) oder auch Maiglöckchen-Blattwespe ist eine Pflanzenwespe, deren Larven an Nolinoideae-Arten aus der Familie der Spargelgewächse (Asparagaceae), besonders an der Vielblütigen Weißwurz (Polygonatum multiflorum) fressen.

## Merkmale

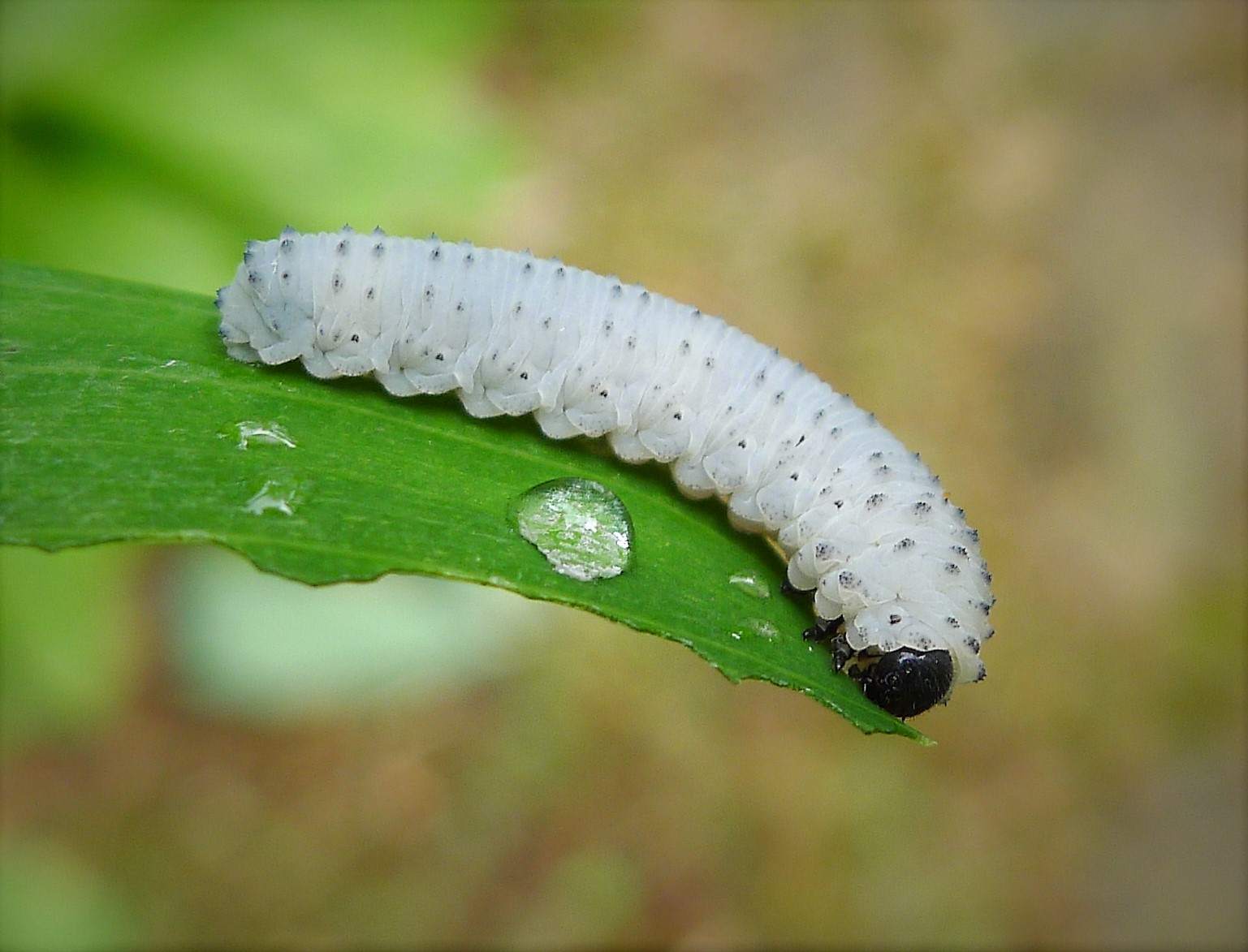
Salomonssiegel-Blattwespe im Larvenstadium

Die Blattwespen sind einheitlich glänzend schwarz gefärbt. Die Flügel sind dunkel rauchgrau getönt.
Die Larven sind hell graugrünlich, manchmal fast weiß gefärbt, die Körperoberfläche wirkt durch einen puderigen Wachsüberzug stumpf, manchmal sogar etwas bläulich. Der gesamte Rumpf weist schwarze, beulenartige Tuberkel in vier Längsreihen auf. Die runde Kopfkapsel und die Thorakalbeine sind ebenfalls schwarz. An allen Hinterleibssegmenten mit Ausnahme des ersten sitzen kurze, grau gefärbte Scheinfüßchen. Die Larven sind im ausgewachsenen Zustand etwa 15 mm lang.
Bei Bedrohung durch Fressfeinde verteidigt sich die Larve durch Reflexbluten. Die Körperoberfläche reißt an der bedrohten Stelle auf und gibt einen gelblichen Tropfen der giftigen Hämolymphe frei. Reflexbluten ist keine einfache Verletzungsreaktion, sondern eine spezialisierte Verteidigungsstrategie, für die die Cuticula in spezieller Weise umgebildet ist.

## Lebensweise
Die Imagines fliegen im Frühjahr in langsamem Flug um ihre Wirtspflanzen; sie sind relativ schlechte, langsame Flieger und standorttreu. Sie fliegen etwa von Mitte April bis Mitte Mai, in höheren Lagen der Gebirge etwas später. Die Weibchen legen mit ihrem sägeartigen Legebohrer (Ovipositor) Eier in den Stängel der Wirtsarten, meist in Bodennähe, wobei sie die Cuticula durchschneiden und die Eier in die entstehende Tasche darunter schieben. Die blassgrünen Eier liegen in einer Reihe von meist etwa zehn Stück. Die Ablagestellen sind an einer ein bis zwei Zentimeter langen rötlichen Verfärbung des Stängels erkennbar. 
Die Larven schlüpfen in der zweiten Maihälfte und kriechen zum Fressen an die Blattspreite. Hier fressen sie von der Unterseite her schlitzförmige Löcher in die Spreite. Bei starkem Befall wird die Pflanze häufig völlig skelettiert und nur die Stängel und einige Blattadern übrig gelassen. Auch die Blüten und Fruchtanlagen werden befressen. Die Junglarven fressen nur nachts oder in der Dämmerung und verbergen sich tagsüber, die älteren Larven fressen auch tagsüber, meist auf der Blattunterseite in größeren Ansammlungen sitzend. 
Das Wachstum erfolgt sehr rasch, meist dauert die Fraßperiode kaum länger als 14 Tage bis drei Wochen. Anschließend suchen die Larven den Boden auf, wo sie sich in einem dicht gesponnenen Kokon in einer kleinen Erdhöhlung verpuppen. Die Puppen bleiben im Boden liegen, bis im kommenden Frühjahr die neuen Imagines schlüpfen.

## Verbreitung
Die Art ist paläarktisch verbreitet und kommt in Europa und Nordasien vor. In Nordamerika wird sie durch andere Arten der Gattung ersetzt. Häufigste Wirtspflanze ist die Vielblütige Weißwurz (Polygonatum multiflorum). Beobachtungen liegen aber von einer Vielzahl anderer Nolinoideae-Arten vor, unter anderem an Echtem Salomonssiegel (Polygonatum odoratum), Quirlblättriger Weißwurz (Polygonatum verticillatum) und Maiglöckchen (Convallaria majalis). In Ostasien wird Polygonatum cyrtonema befressen. Die Art tritt fast überall auf, wo ihre Nahrungspflanzen vorkommen, sie ist in Europa bis in den Norden Schottlands verbreitet und tritt regelmäßig auch in Gärten auf.

## Belege